# 玉米田 (亞利桑那州)
玉米田（英語：Cornfields）是位於美國亞利桑那州阿帕契縣的一個人口普查指定地區。根據2010年美國人口普查，該地人口為255人，而該地的面積約為1.00平方千米。

## 地理
玉米田的座標為35°39′08″N 109°40′45″W / 35.65222°N 109.67917°W，而該地最高點為海拔高度1870米（即6135英尺）。